# Phaedyma albescens
Phaedyma albescens är en fjärilsart som beskrevs av Rothschild 1892. Phaedyma albescens ingår i släktet Phaedyma och familjen praktfjärilar. Inga underarter finns listade i Catalogue of Life.